# 上古澤站

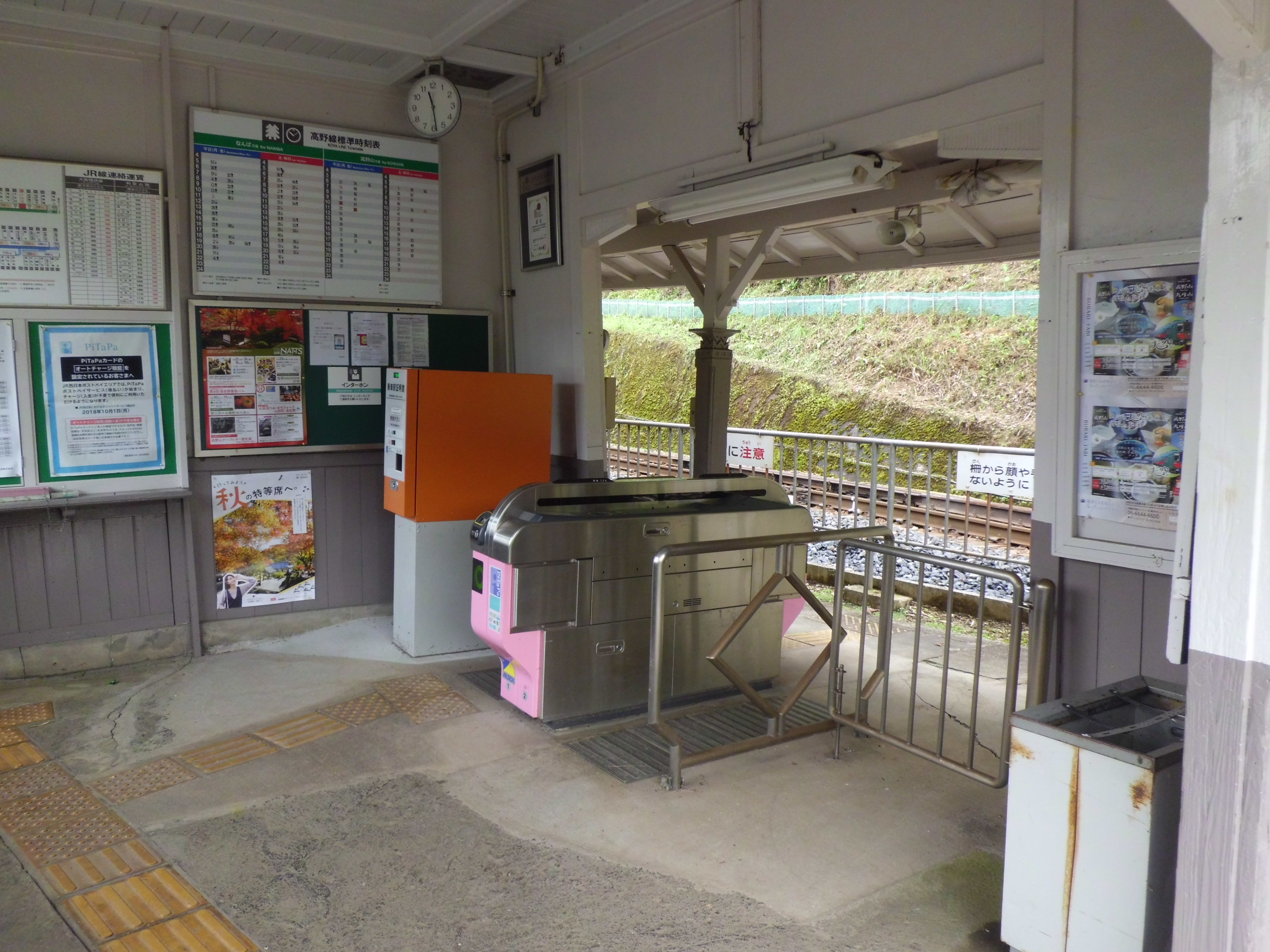
驗票口(2018年11月)

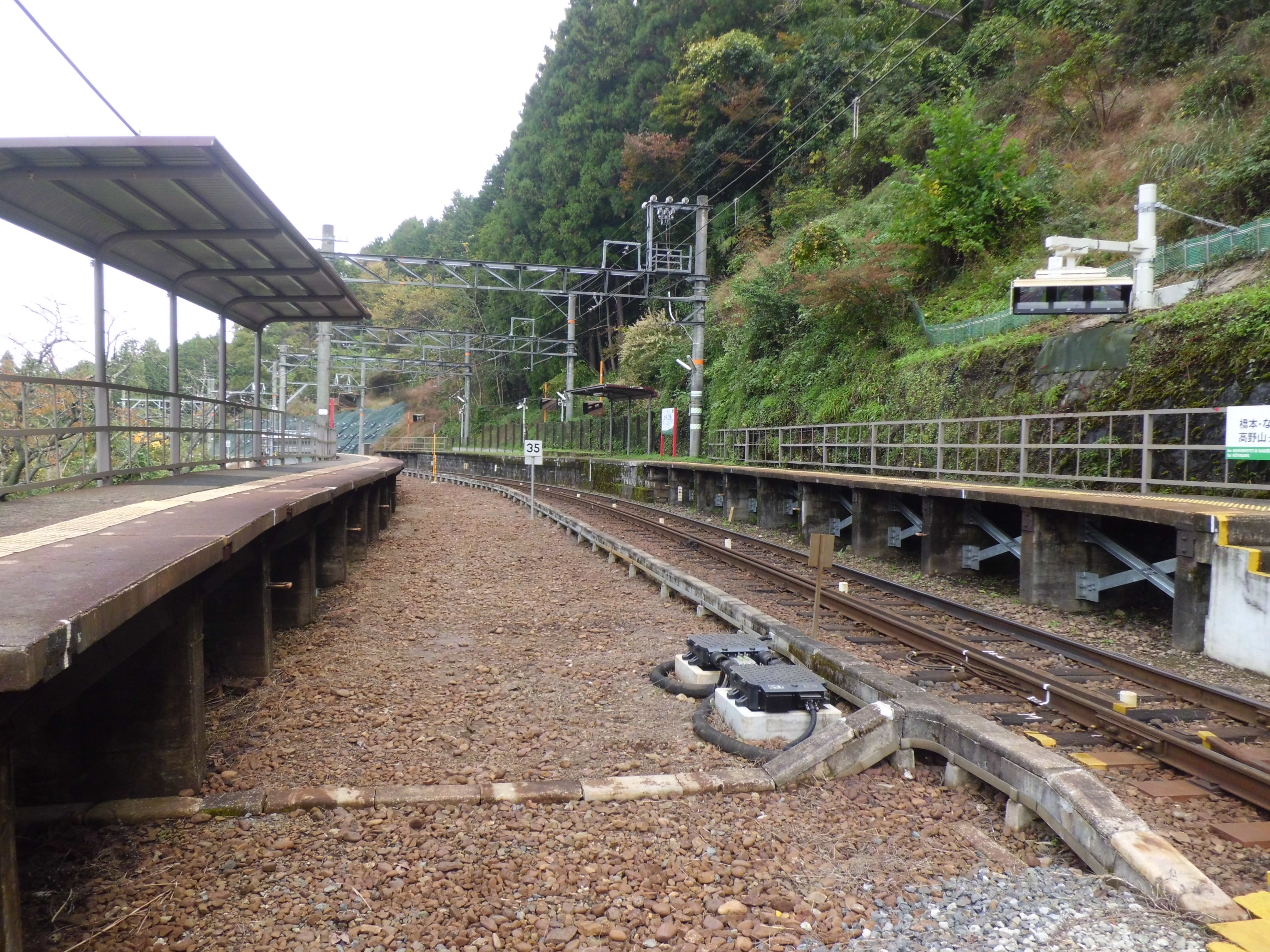
月台(2018年11月)

上古澤站（日语：／ Kamisawa eki */?）是位於和歌山縣伊都郡九度山町大字上古澤，屬於南海電氣鐵道的高野線車站，車站編號為NK83。本站位於海拔230米（高於橋本站138米）。

## 歷史
- 1928年（昭和3年）6月18日 - 高野山電氣鐵道（日语：高野山電気鉄道）高野下站至神谷站（現時：紀伊神谷站）之間開通，此站啟用。
- 1947年（昭和22年）3月15日 - 高野山電氣鐵道改公司名為南海電氣鐵道。
- 2000年（平成12年）10月 - 車站業務委托子公司南海建築服務（日语：南海ビルサービス）負責。
- 2009年（平成21年）2月6日 - 紀伊清水站、學文路站、九度山站、高野下站、下古澤站、紀伊細川站、紀伊神谷站、極樂橋站、高野山站、紀之川橋樑（日语：紀ノ川橋梁）、丹生川橋樑和鋼索線均指定為近代化產業遺產（日语：近代化産業遺産）（高野山參詣相關遺產）。
- 2017年（平成29年）10月22日 - 颱風21號吹襲日本，此站內發生路基流出事故，高野下站至極樂橋站之間暫停服務[1]。橋本站至高野山站之間安排代行巴士[2]。
- 2018年（平成30年）
  - 2月28日 - 為了盡早重開，決定上行月台暫停使用，只使用下行月台，同時列車交會設備遷移至下古澤站[3]。
  - 3月31日 - 路軌修復工程完成。高野下站至極樂橋站之間的列車服務重開[4]。 列車交會設備從上古澤站遷移至下古澤站。在約15年後重開舊下行月台，再次安排站員當值。橋本站至高野山站之間的代行巴士服務停止。另外，此站起成為無人車站（而重設交會設備遷移的下古澤站再次有車站職員當值）。

## 車站構造
本站是地面車站，設有1面1線的單式月台。由於車站建於山坡之中，因此月台建於斜面上。月台可容納4卡2門車廂。2017年颱風21號侵襲日本時，本站西邊發生路基流出事故。高野下站至極樂橋站之間暫停服務，後來在2018年3月31日重開，而交會設備遷移至下古澤站。此站只剩下使用高野山方向月台作為唯一月台。此站停用列車交會設備。舊難波方向月台路軌和安全側線已經撤走，該月台已經封鎖。站房位於舊難波方向月台靠近高野山站一方，現時站房與月台之間設有站內平交道。
此站是無人車站，沒有自動售票機，只有乘車站證明書發行機與遠端對應装置（對講機）。此站設有IC卡專用的自動閘機。此站設有廁所。由於上述提及發生了路基流出事故，南海電鐵和和歌山縣針對斜坡進行工程。

### 月台
| 月台 | 路線         | 上下行       | 方向           |
| ---- | ------------ | ------------ | -------------- |
| 1    | 高野線       | 下行         | 高野山方向     |
| 1    | 高野線       | 上行         | 橋本、難波方向 |
| 2    | （停止使用） | （停止使用） | （停止使用）   |

※上述月台編號沒有於站內標示。在智能手機應用程式「南海App」中，下行月台為1號月台，上行月台為2號月台。車站大樓側為2號月台。

## 利用狀況
在2019年（令和元年）度，1日平均上下車人次為14人。在南海車站（100站）中排名99位。
以下為各年度1日平均上下車人次列表：
| 年度   | 1日平均 上下車人次 | 排名 |
| ------ | ------------------ | ---- |
| 2000年 | 67                 |      |
| 2001年 | 64                 |      |
| 2002年 | 65                 |      |
| 2003年 | 52                 |      |
| 2004年 | 56                 |      |
| 2005年 | 50                 |      |
| 2006年 | 50                 |      |
| 2007年 | 48                 |      |
| 2008年 | 40                 |      |
| 2009年 | 39                 |      |
| 2010年 | 34                 |      |
| 2011年 | 31                 |      |
| 2012年 | 28                 |      |
| 2013年 | 25                 |      |
| 2014年 | 25                 |      |
| 2015年 | 19                 |      |
| 2016年 | 16                 |      |
| 2017年 | 14                 | 99位 |
| 2018年 | 14                 | 99位 |
| 2019年 | 14                 | 99位 |

## 車站周邊
- 高野紙（日语：高野紙）
- 上古澤嚴島神社
- 國道370號（日语：国道370号）
- 中古澤橋樑（日语：中古沢橋梁）（棧橋）

## 相鄰車站
南海電氣鐵道
 高野線
■観光列車「天空」
通過
■快速急行（只有高野山方向單向）、■急行、■各站停車
下古澤（NK82）－上古澤（NK83）－紀伊細川（NK84）

## 注腳
1. ↑  台風第21号による被害状況等について（第4報） （2017/10/24 7:00現在）PDF（日語） - 國土交通省
2. ↑  台風21号の影響による列車の運休区間について （页面存档备份，存于）（日語） - 南海電氣鐵道，2017年10月24日
3. ↑  上古沢駅線路故障の状況（2月28日現在）http://www.nankai.co.jp/traffic/info/transfer.html （页面存档备份，存于）
4. ↑  . www.nankai.co.jp.   [2018-04-04]. （原始内容存档于2018-04-02） （日语）.
5. 1 2  ハンドブック南海2020 鉄道事業PDF（日語）

## 外部連結
- 上古澤 - 南海電氣鐵道